# Beynac
Beynac is een gemeente in het Franse departement Haute-Vienne (regio Nouvelle-Aquitaine) en telt 478 inwoners (1999). De plaats maakt deel uit van het arrondissement Limoges.

## Geografie
De oppervlakte van Beynac bedraagt 12,6 km², de bevolkingsdichtheid is 37,9 inwoners per km².
De onderstaande kaart toont de ligging van Beynac met de belangrijkste infrastructuur en aangrenzende gemeenten.

## Demografie
Onderstaande figuur toont het verloop van het inwonertal (bron: INSEE-tellingen).

## Bezienswaardigheden
- In 2019 opende de familie Meiland / Renkema (bekend van deelname aan Ik Vertrek in 2007[2]) er een bed & breakfast in het door hun gerestaureerde Chateau Marillaux. Tijdens de verbouwing en latere werkzaamheden werd de familie gevolgd voor het televisieprogramma van SBS6 genaamd Chateau Meiland.[3] Dit programma won op 6 oktober 2019 de Gouden Televizier-Ring.